# Open Design
Open Design war ein in Turin ansässiges Designstudio, das von 1977 bis 1998 als unabhängiger Dienstleister vor allem für die Automobilindustrie tätig war. Das Unternehmen erstellte Designstudien für Karosserien und Innenräume.

## Unternehmensgeschichte
Open Design wurde von dem Industriedesigner Aldo Sessano gegründet. Der in Turin geborene Sessano hatte von 1956 bis 1968 als Chefdesigner Fiats Centro Stile geleitet. 1968 gründete er sein eigenes Unternehmen, das als Sessano Associates firmierte. Bis in die Mitte der 1970er-Jahre hinein entwarf das Studio vor allem Prototypen und Ausstellungsstücke. 1977 gründete Sessano mit Open Design einen neuen Betrieb. Dieses Studio sollte nicht an einen bestimmten Auftraggeber gebunden sein. Der Name des Betriebs sollte diese Offenheit nach außen dokumentieren. Zu den Designern, die im Laufe der Jahre für das Unternehmen arbeiteten, gehörten Paul Breuer, Aldo Garnero, Mike Robinson und Fabio Filippini.
Bis in die 1980er-Jahre hinein fertigte Open Design Entwürfe für De Tomaso, Fiat, Mitsubishi, Saab, Seat, Volvo und einige andere Hersteller. Zu Beginn der 1980er-Jahre konzentrierte sich Open Design auf Aerodynamikstudien. Auf der Basis des Fiat Ritmo entstand der Open Design Ipothesi, der auf dem Turiner Autosalon 1982 gezeigt wurde, und für Mitsubishi entwarf Open Design zur gleichen Zeit den Starwind.
1995 stellte Open Design den Betrieb ein. Als Nachfolgeunternehmen gründete Sessano in diesem Jahr das Studio Master Design.